# Megachile variscopa
Megachile variscopa är en biart som beskrevs av Pérez 1895. Megachile variscopa ingår i släktet tapetserarbin, och familjen buksamlarbin. Inga underarter finns listade i Catalogue of Life.